# Pavel Janošík
Pavel Janošík (*1970) je evangelický farář a bývalý vězeňský kaplan.

## Život
Pochází z evangelické rodiny. Po středoškolských studiích roku 1988 začal studovat Přírodovědeckou fakultu Univerzity Palackého v Olomouci. Okouzlen zdejším novým evangelickým farářem Janem Nohavicou, bydlel i v kostelnickém bytě. Po roce 1989 odešel z olomouckých studií a začal studovat Evangelickou teologickou fakultu Univerzity Karlovy; pak nastoupil na sbor ve Velkém Meziříčí (2000-2016). Zde pořádal i otevřené besedy se zajímavými lidmi, jako byli Jan Sokol, Jiřina Šiklová a další. Poté přesídlil do Opavy, kde je farářem dodnes a pokračuje v otevřených aktivitách v centru Lidická 2. Zde byli hosty Petr Vizina a další, konala se například beseda Island všemi smysly.